# SAP Open 2011 - Qualificazioni singolare
Le qualificazioni del singolare  dello  SAP Open 2011 sono state un torneo di tennis preliminare per accedere alla fase finale della manifestazione. I vincitori dell'ultimo turno sono entrati di diritto nel tabellone principale. In caso di ritiro di uno o più giocatori aventi diritto a questi sono subentrati i lucky loser, ossia i giocatori che hanno perso nell'ultimo turno ma che avevano una classifica più alta rispetto agli altri partecipanti che avevano comunque perso nel turno finale.

## Giocatori

### Teste di serie
1. Robert Farah (qualificato)
2. Alex Kuznetsov (qualificato)
3. Jesse Levine (qualificato)
4. Nicholas Monroe (primo turno)

1. Artem Sitak (secondo turno)
2. Roman Borvanov (qualificato)
3. Pierre-Ludovic Duclos (ultimo turno)
4. Luka Gregorc (ultimo turno)

### Qualificati
1. Robert Farah
2. Alex Kuznetsov

1. Jesse Levine
2. Roman Borvanov

## Tabellone qualificazioni

### 1ª sezione
|  | Secondo turno | Secondo turno    | Secondo turno    | Secondo turno | Secondo turno |  |  | Ultimo turno | Ultimo turno | Ultimo turno | Ultimo turno | Ultimo turno |  |
|  |               |                  |                  |               |               |  |  |              |              |              |              |              |  |
|  | 1             | Robert Farah     | 6                | 6             | 6             |  |  |              |              |              |              |              |  |
|  | WC            | Rudolf Swiy      | 1                | 7             | 3             |  |  | 1            | Robert Farah | 7            | 5            | 6            |  |
|  |               | Michael Kohlmann | Michael Kohlmann | 2             | 4             |  |  | 8            | Luka Gregorc | 5            | 7            | 2            |  |
|  | 8             | Luka Gregorc     | Luka Gregorc     | 6             | 6             |  |  |              |              |              |              |              |  |

### 2ª sezione
|  | Primo turno        | Primo turno        | Primo turno        | Primo turno | Primo turno |  |  | Secondo turno | Secondo turno         | Secondo turno         | Secondo turno         | Secondo turno         |   |   | Ultimo turno | Ultimo turno   | Ultimo turno   | Ultimo turno | Ultimo turno |  |
|  |                    |                    |                    |             |             |  |  |               |                       |                       |                       |                       |   |   |              |                |                |              |              |  |
|  |                    |                    |                    |             |             |  |  |               |                       |                       |                       |                       |   |   |              |                |                |              |              |  |
|  |                    |                    |                    |             |             |  |  | 2             | Alex Kuznetsov        | 7                     | 63                    | 6                     |   |   |              |                |                |              |              |  |
|  |                    | Brian Brogan       | Brian Brogan       | 3           | 2           |  |  | WC            | Michael McClune       | 5                     | 7                     | 3                     |   |   |              |                |                |              |              |  |
|  | WC                 | Michael McClune    | Michael McClune    | 6           | 6           |  |  |               |                       |                       |                       |                       |   |   | 2            | Alex Kuznetsov | Alex Kuznetsov | 6            | 6            |  |
|  | John Paul Fruttero | John Paul Fruttero | John Paul Fruttero | 6           | 7           |  |  |               |                       | 7                     | Pierre-Ludovic Duclos | Pierre-Ludovic Duclos | 4 | 2 |              |                |                |              |              |  |
|  | Chris Wettengel    | Chris Wettengel    | Chris Wettengel    | 3           | 5           |  |  |               | John Paul Fruttero    | John Paul Fruttero    | 3                     | 3                     |   |   |              |                |                |              |              |  |
|  |                    |                    |                    |             |             |  |  | 7             | Pierre-Ludovic Duclos | Pierre-Ludovic Duclos | 6                     | 6                     |   |   |              |                |                |              |              |  |
|  |                    |                    |                    |             |             |  |  |               |                       |                       |                       |                       |   |   |              |                |                |              |              |  |

### 3ª sezione
|  | Primo turno    | Primo turno    | Primo turno    | Primo turno | Primo turno |  |  | Secondo turno | Secondo turno  | Secondo turno  | Secondo turno  | Secondo turno |   |   | Ultimo turno | Ultimo turno | Ultimo turno | Ultimo turno | Ultimo turno |  |
|  |                |                |                |             |             |  |  |               |                |                |                |               |   |   |              |              |              |              |              |  |
|  |                |                |                |             |             |  |  |               |                |                |                |               |   |   |              |              |              |              |              |  |
|  |                |                |                |             |             |  |  | 3             | Jesse Levine   | Jesse Levine   | 6              | 6             |   |   |              |              |              |              |              |  |
|  | Brad Weston    | Brad Weston    | 6              | 3           | 5           |  |  |               | Travis Parrott | Travis Parrott | 4              | 2             |   |   |              |              |              |              |              |  |
|  | Travis Parrott | Travis Parrott | 3              | 6           | 7           |  |  |               |                |                |                |               |   |   | 3            | Jesse Levine | 3            | 6            | 6            |  |
|  | WC             | Pedro Zerbini  | Pedro Zerbini  | 1           | 65          |  |  |               |                |                | Wang Yeu-tzuoo | 6             | 2 | 2 |              |              |              |              |              |  |
|  |                | Wang Yeu-tzuoo | Wang Yeu-tzuoo | 6           | 7           |  |  |               | Wang Yeu-tzuoo | Wang Yeu-tzuoo | 6              | 6             |   |   |              |              |              |              |              |  |
|  |                |                |                |             |             |  |  | 5             | Artem Sitak    | Artem Sitak    | 3              | 3             |   |   |              |              |              |              |              |  |
|  |                |                |                |             |             |  |  |               |                |                |                |               |   |   |              |              |              |              |              |  |

### 4ª sezione
|  | Primo turno   | Primo turno   | Primo turno   | Primo turno | Primo turno |  |  | Secondo turno | Secondo turno   | Secondo turno   | Secondo turno  | Secondo turno  |   |   | Ultimo turno | Ultimo turno | Ultimo turno | Ultimo turno | Ultimo turno |  |
|  |               |               |               |             |             |  |  |               |                 |                 |                |                |   |   |              |              |              |              |              |  |
|  |               |               |               |             |             |  |  |               |                 |                 |                |                |   |   |              |              |              |              |              |  |
|  |               |               |               |             |             |  |  | 4             | Nicholas Monroe | Nicholas Monroe | 63             | 3              |   |   |              |              |              |              |              |  |
|  |               | Chen Ti       | Chen Ti       | 6           | 6           |  |  |               | Chen Ti         | Chen Ti         | 7              | 6              |   |   |              |              |              |              |              |  |
|  | WC            | Eric Johnson  | Eric Johnson  | 1           | 1           |  |  |               |                 |                 |                |                |   |   |              | Chen Ti      | Chen Ti      | 2            | 3            |  |
|  | Jordan Cox    | Jordan Cox    | Jordan Cox    | 6           | 7           |  |  |               |                 | 6               | Roman Borvanov | Roman Borvanov | 6 | 6 |              |              |              |              |              |  |
|  | Ivan Anikanov | Ivan Anikanov | Ivan Anikanov | 3           | 64          |  |  |               | Jordan Cox      | 4               | 7              | 65             |   |   |              |              |              |              |              |  |
|  |               |               |               |             |             |  |  | 6             | Roman Borvanov  | 6               | 67             | 7              |   |   |              |              |              |              |              |  |
|  |               |               |               |             |             |  |  |               |                 |                 |                |                |   |   |              |              |              |              |              |  |